# Chaise longue

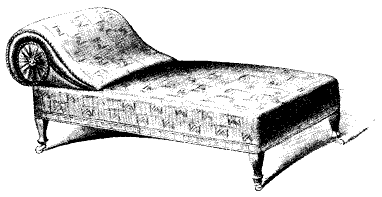
Uma chaise longue de finais do século XIX

Chaise longue é um sofá estofado em forma de poltrona com uma extensão onde se podem estender as pernas.
Pensa-se que as primeiras chaise longues, que combinavam uma vulgar cadeira com um divã, surgiram no Antigo Egito. Os primeiros modelos conhecidos eram feitos com folhas de palmeira entrelaçada com corda ou couro. Mais tarde, os egípcios introduziram a construção por encaixes e pinos e estruturas de madeira folheadas a marfim e ébano, dos quais muitos exemplos foram encontrados em túmulos da 1.ª dinastia (3100–2890 AC).
A chaise longue é tradicionalmente associada com a psicanálise e muitos psicoanalistas continuam a utilizar chaises longues nos seus consultórios para psicoterapia.

## Galeria

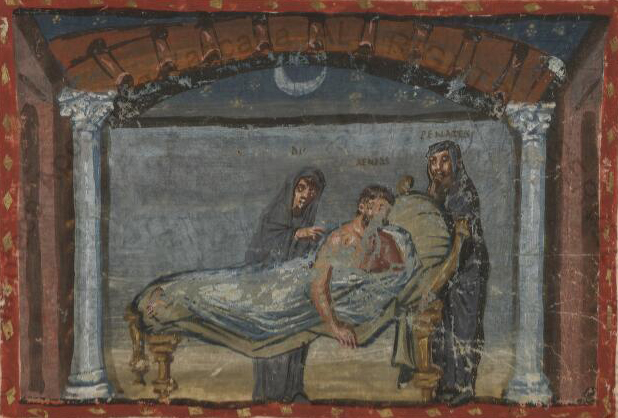
Chaise longue num manuscrito romano do século IV
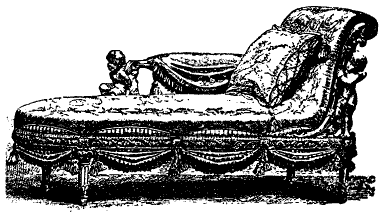
Uma chaise longue rococó de princípio do século XVIII
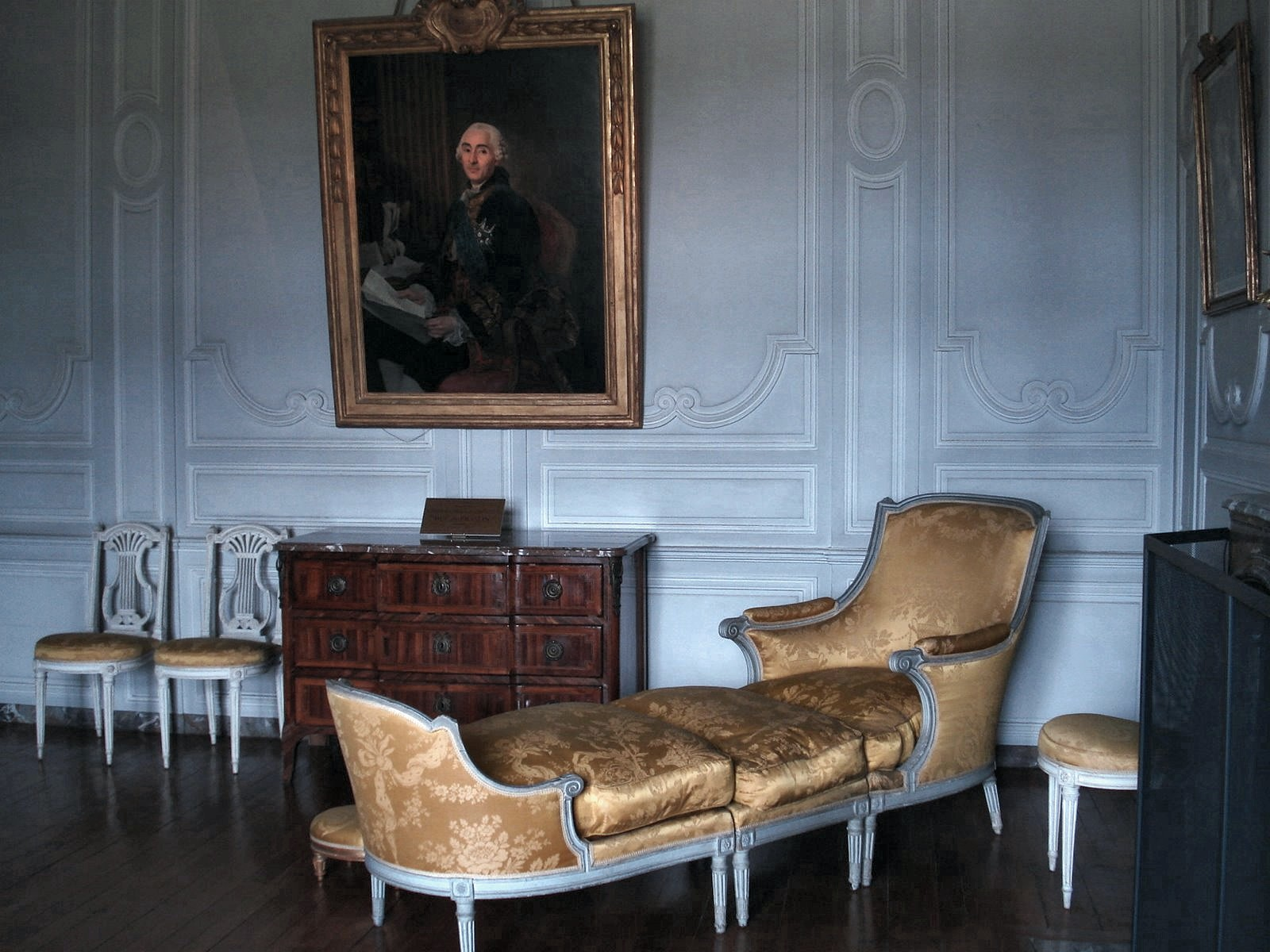
Duchesse
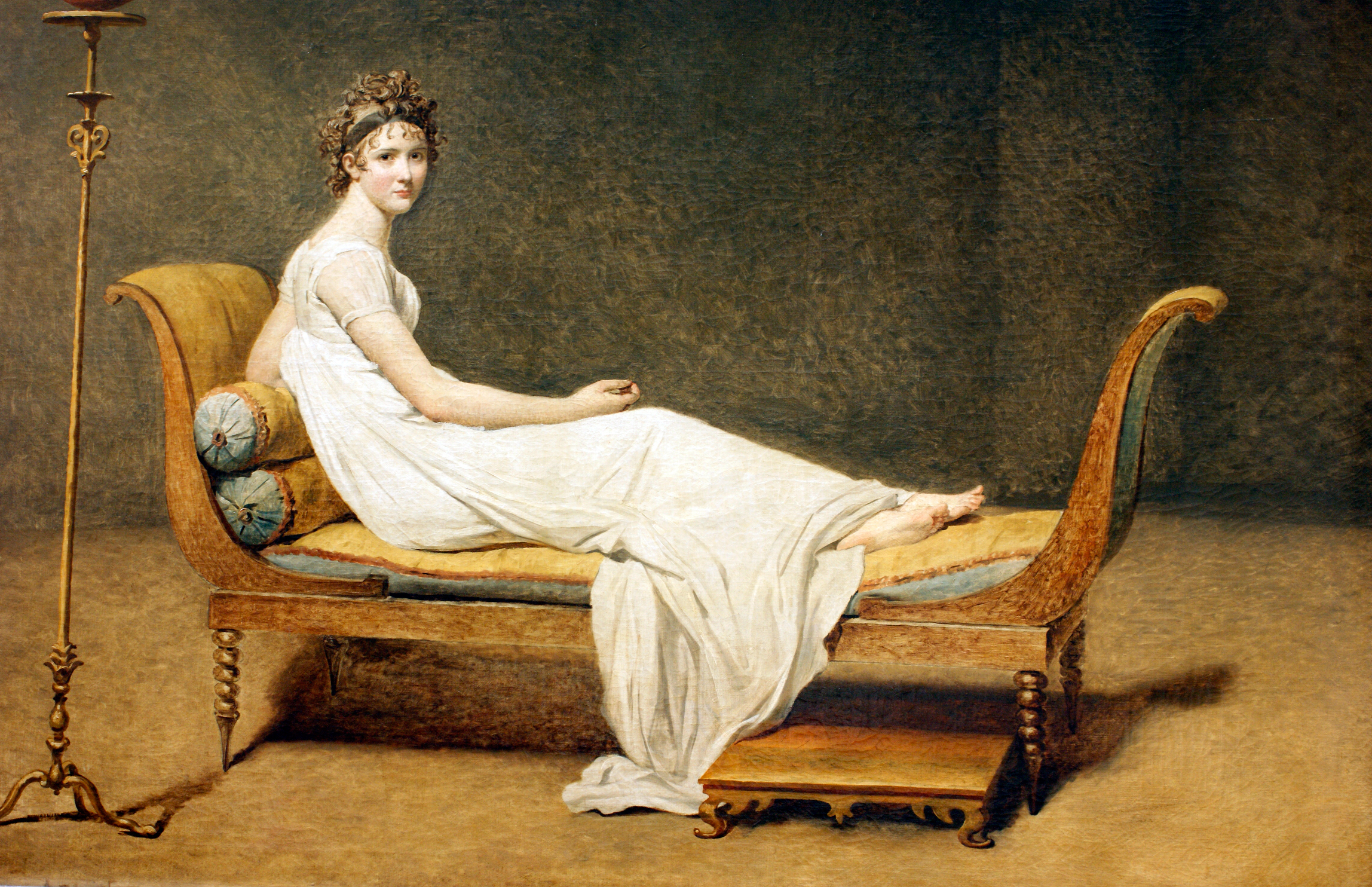
Récamier
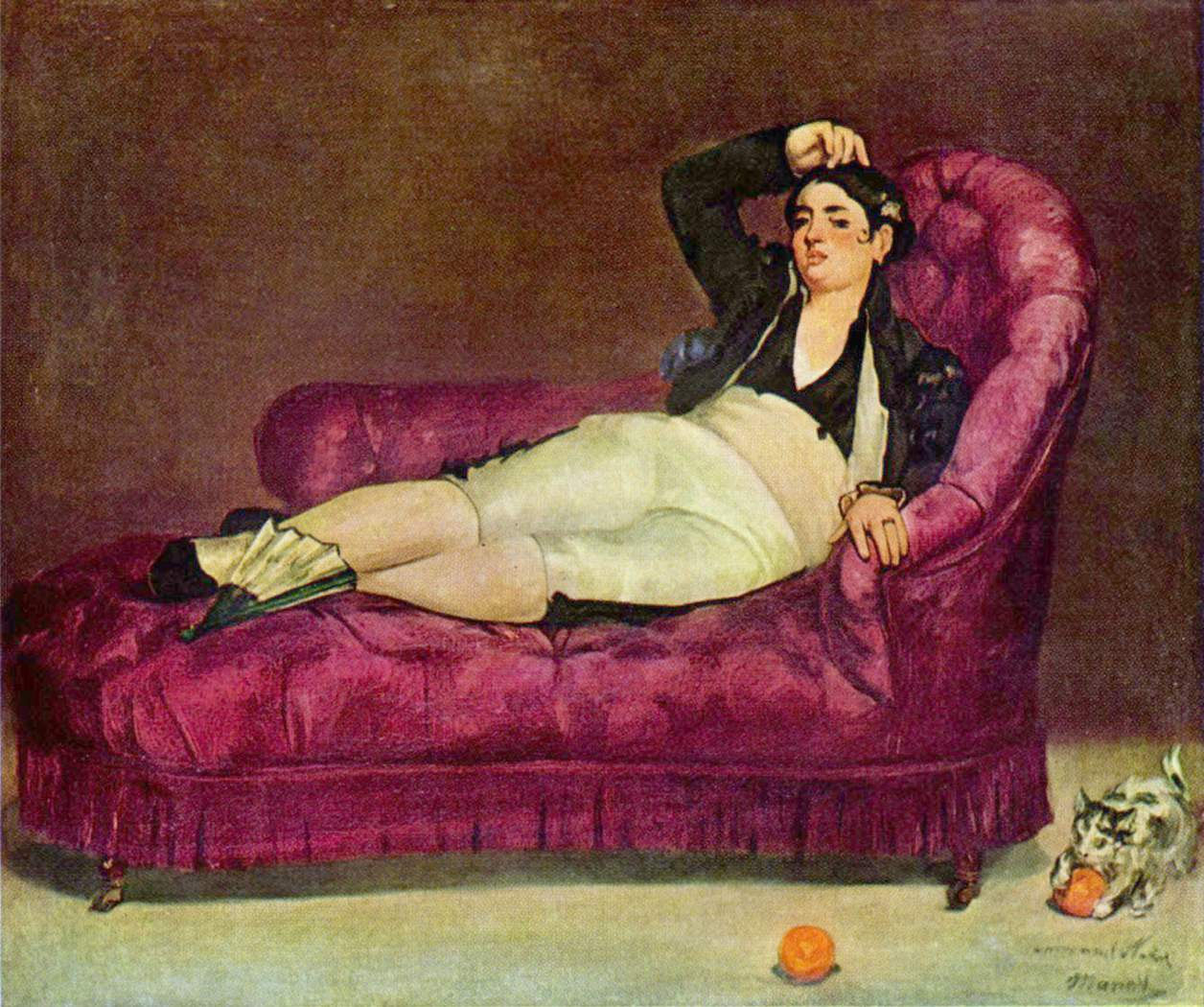
Méridienne
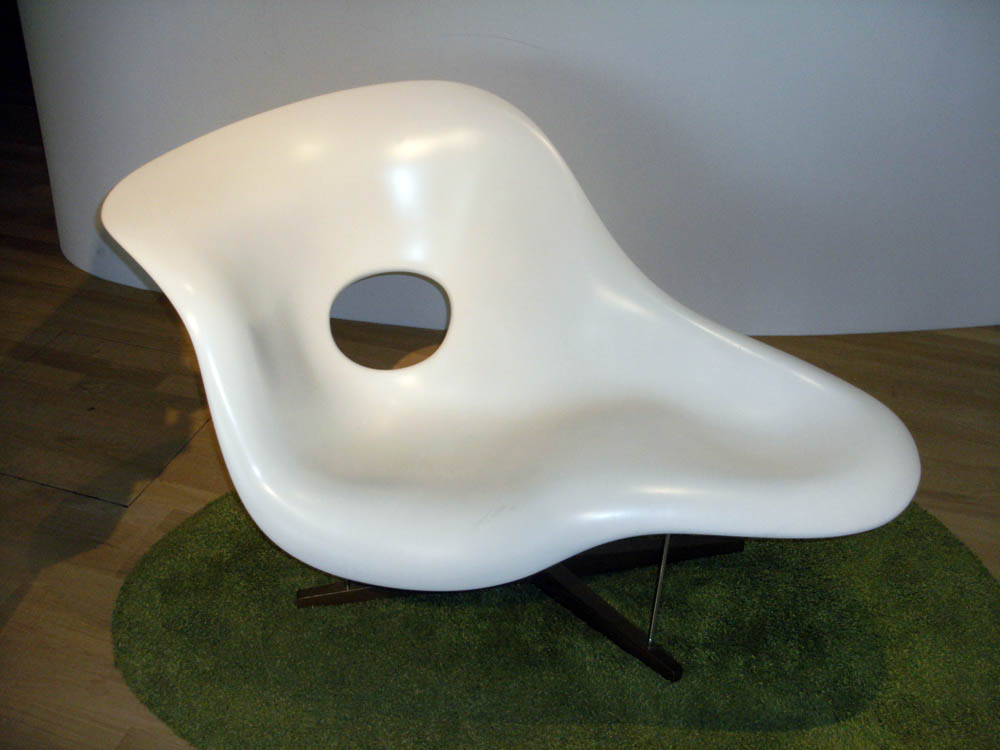
Chaise longue moderna em fibra de vidro